# Eubulide di Mileto
Eubulide di Mileto (in greco antico: Εὐβουλίδης?, Euboulídēs; fl. IV secolo a.C.) è stato un filosofo megarico greco antico operante nella metà del IV secolo a.C. Fu a capo, dopo Euclide di Megara, della scuola megarica.

## Biografia
Eubulide fu allievo di Euclide di Megara, il fondatore della scuola megarica. Fu contemporaneo di Aristotele e si scagliò duramente contro di lui. Insegnò la logica a Demostene; si dice che sia stato anche l'insegnante di Apollonio Crono, il maestro di Diodoro Crono, e dello storico Eufanto. Potrebbe anche essere l'autore di un libro relativo a Diogene di Sinope.

## Il pensiero
Come Euclide, Eubulide mise da parte il metodo dialettico socratico fondato sulla maieutica e lo sostituì con una dialettica di tipo eleatico estremizzata su poli opposti senza possibilità di gradazioni tra un estremo e l'altro, tra tesi e antitesi.
Mentre con Socrate il dialogo tendeva a raggiungere una convinzione condivisa tra gli interlocutori, la dialettica dei megarici tendeva a ridurre all'assurdo le tesi dell'avversario nella discussione per sconfiggerlo e demolirlo logicamente.
I megarici con la loro tecnica eristica miravano  anche a dimostrare l'assurdità e la falsità di ciò che appariva ovviamente vero al comune buon senso.
Essi erano dei giocolieri del linguaggio di cui evidenziavano le ambiguità e la polivalenza. Se nelle concezioni arcaiche del linguaggio, il nome corrispondeva alla cosa nominata, dava senso ed esistenza alla realtà che poteva esistere ed essere pensata perché appunto nominata con quello specifico termine, ora questa corrispondenza si è rotta e la parola è semplicemente un simbolo insignificante ed astratto rispetto alla realtà.
La premessa teorica del loro metodo dialettico era la convinzione derivata dalla Sofistica e portata all'estremo della impossibilità per l'uomo di raggiungere una qualsiasi verità.

## I paradossi
Sulla base di questa concezione Diogene Laerzio riferisce sette paradossi di Eubulide di cui i più noti sono quelli del "mentitore" e del "sorite". Alcuni di questi paradossi, tuttavia, sono attribuiti anche a Diodoro Crono.
- Paradosso del mentitore. Un uomo dice: "Ciò che ora sto dicendo è una menzogna". Se l'affermazione è vera, allora sta mentendo, anche se l'affermazione è vera. Se invece l'affermazione è falsa, allora l'uomo non sta effettivamente mentendo, anche se l'affermazione è una menzogna. In questo modo, se colui che parla sta mentendo, dice la verità e viceversa.
- Paradosso dell'uomo mascherato. "Tu conosci quest'uomo mascherato?" "No" "Ma è tuo padre. Allora tu non conosci tuo padre?".[7]
- Paradosso di Elettra. Elettra non sa che l'uomo che le si sta avvicinando è suo fratello Oreste. Ma Elettra conosce suo fratello. Quindi Elettra conosce l'uomo che le si sta avvicinando?
- Paradosso dell'uomo trascurato. Alfa non conosce l'uomo che si sta avvicinando e lo tratta come un estraneo. L'uomo è suo padre. Quindi Alfa non conosce suo padre e lo tratta come un estraneo?
- Paradosso del sorite. Anche detto paradosso dell'acèrvo, usato per dimostrare l'impossibilità di distinguere il vero dal falso: "Quanti grani di frumento servono per formare un mucchio (σωρός)? Basta un solo grano? Ne bastano due?".  Poiché è impossibile determinare a quale punto comincia un mucchio, si adduce questo argomento contro la pluralità delle cose.[8]
- Paradosso del calvo. Un uomo con molti capelli non è certamente calvo. Se a quest'uomo cade un capello, egli non diventa calvo. Tuttavia se, uno dopo l'altro, i capelli continuano a cadere l'uomo diventerà calvo. Ma quindi quand'è che un uomo può essere definito calvo? La differenza tra calvo e non-calvo risiede in un solo capello?
- Paradosso delle corna. Un uomo possiede ciò che non ha perso. Un uomo non ha perso le corna, dunque le ha.[9]